# Opernhaus Nordfjordeid

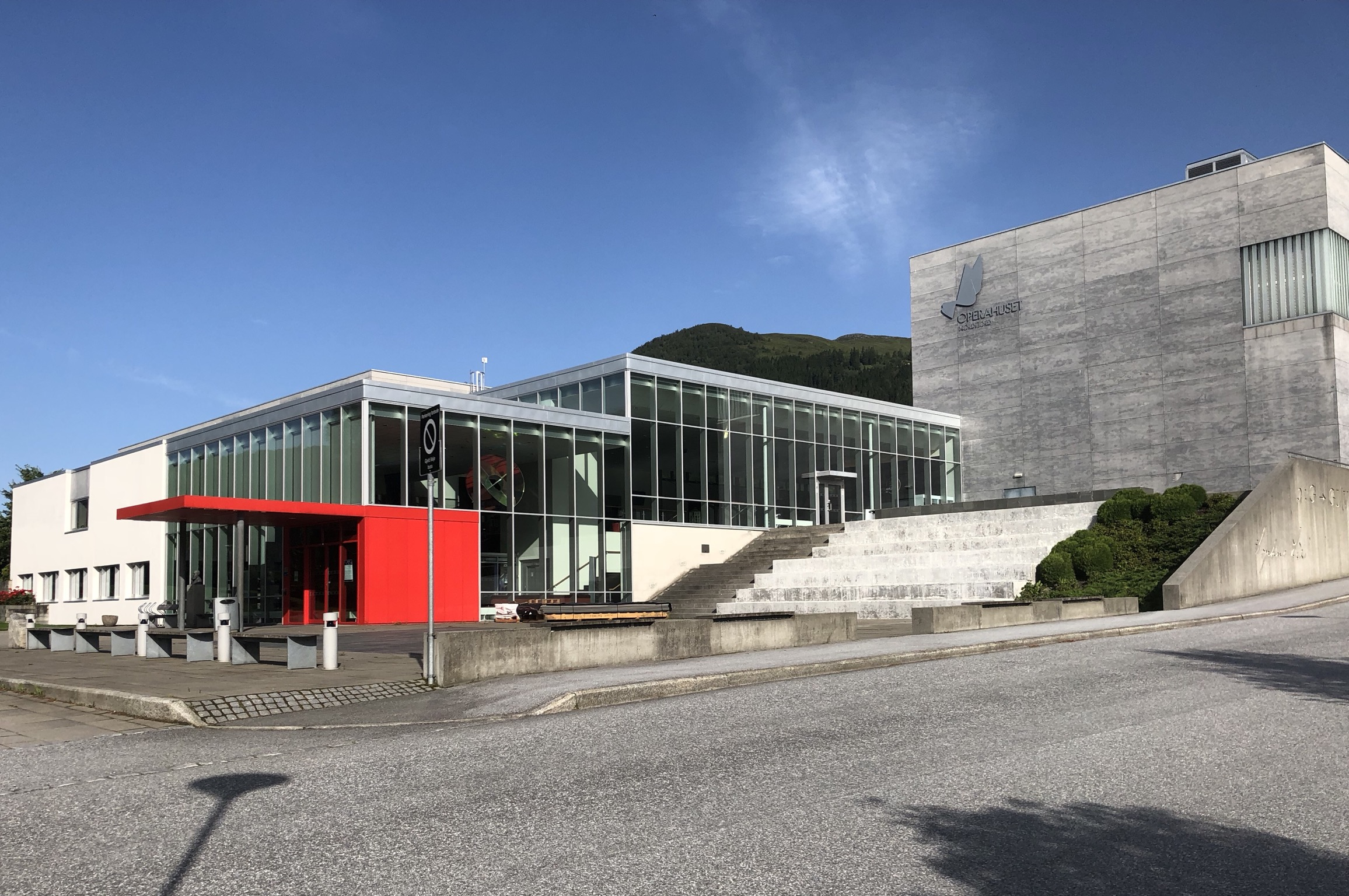
Opernhaus Nordfjordeid, 2019

Das Opernhaus Nordfjordeid (norwegisch Operahuset Nordfjordeid) ist ein Opernhaus in Nordfjordeid in der norwegischen Kommune Stad.

## Lage
Es befindet sich im nördlichen Teil von Nordfjordeid an der Adresse Sophus Lie-vegen 3, am rechten Ufer des Bachs Presteelva.

## Geschichte
Die Stiftung Opera Nordfjord wurde am 30. November 1998 auf Initiative von Kari Standal Pavelich und Michael Pavelich  gegründet. Im ersten Jahr wurde Die Fledermaus aufgeführt. Sie erreichte 150.000 Besucher. Der Erfolg dieses Opernprojektes in der norwegischen Provinz war Auslöser für den Bau des Opernhauses. Das heutige Opernhaus wurde am 1. März 2009 fertiggestellt und am 25. April 2009 durch den norwegischen Kulturminister Trond Giske eröffnet. Die erste Opernaufführung zeigte eine konzertante Fassung der Oper Tyrfing von Johannes Haarklou aus Førde.
Neben Opernaufführungen dient das Haus jedoch auch für andere Formen der darstellenden Künste. Tagsüber wird das Gebäude durch die benachbarte Schule genutzt, mit der eine enge Zusammenarbeit besteht.
Jeweils im Herbst eines Jahres feiert eine Opernproduktion Premiere.
Anlässlich des 10. Jubiläums besuchte am 25. April 2019 die norwegische Ministerpräsidentin Erna Solberg das Opernhaus Nordfjordeid.

## Ausstattung
Im Opernhaus befinden sich ein Opern- und ein Kinosaal. Der Opernsaal bietet Platz für bis zu 534 Gäste (inklusive 6 Plätze für Behinderte), davon 218 Plätze auf der Galerie. Sofern der Orchestergraben benötigt wird, verringert sich die Zahl der Plätze auf 488. Im anhebbaren Orchestergraben ist Platz für etwa 50 Musiker. Die Bühne misst 14 mal 10 Meter bei einer Höhe von 12 Metern. Die Akustik des Raums gilt als gut und kann für die Aufführung von anderen Werken als Opern angepasst werden.
Der Kinosaal mit Großleinwand hat 106 Plätze, inklusive sechs Plätze für Behinderte. Er kann auch für Vorlesungen und Konferenzen genutzt werden.
Darüber hinaus besteht ein Foyer mit Platz für etwa 450 Sitzplätze, welches tagsüber als Kantine für die benachbarte Schule genutzt wird.